# スヴャトスラフ・フセヴォロドヴィチ (トルブチェフスク公)
スヴャトスラフ・フセヴォロドヴィチ（ロシア語: Святослав Всеволодович、? - 1232年以降）は、トルブチェフスク公・クルスク公フセヴォロドの子である。トルブチェフスク公（在位：1196年 - 1232年以降）。

## 生涯
1223年のカルカ河畔の戦いに関して、クルスク・トルブチェフスク・プチヴリの兵が参戦したという記述があることから、クルスク公オレグ、プチヴリ公イジャスラフらと共に、スヴャトスラフもまたこの戦いに参戦したと考えられる。また、スヴャトスラフはこの戦いから帰還している。
1220年代後半の、チェルニゴフ公ミハイルが、ノヴゴロド公ヤロスラフと闘争を繰り広げていた時期に、ノヴゴロド領プスコフに向かい、ボヤーレとの会談を行った。
1232年以降、ルーシの年代記（レートピシ）上にスヴャトスラフに関する言及は見られない。

## 妻子
妻の名はマリヤ（出自不明）。子には以下の人物がいる。
- ヴァシリー
- アンドレイ